# NGC 6822
NGC 6822 (còn được gọi là Thiên hà của Barnard, IC 4895 hoặc Caldwell 57) là một thiên hà bất thường hình thanh cách Hệ Mặt Trời khoảng 1,6 triệu năm ánh sáng trong chòm sao Nhân Mã. Một phần của Nhóm thiên hà Địa phương, được EE Barnard phát hiện vào năm 1884, với một kính viễn vọng khúc xạ sáu inch. Đây là một trong những thiên hà gần với Dải Ngân hà. Nó có cấu trúc và thành phần tương tự như Đám mây Magellan nhỏ. Nó có đường kính khoảng 7.000 năm ánh sáng.

## Lịch sử quan sát
Edwin Hubble, trong bài báo NGC 6822, Hệ thống sao từ xa, xác định 15 ngôi sao biến quang (11 trong số đó là sao biến quang Cepheids) của thiên hà này. Ông cũng khảo sát sự phân bố sao của thiên hà xuống tới 19,4 độ. Ông đã cung cấp các đặc điểm quang phổ, độ sáng và kích thước cho năm "tinh vân khuếch tán" sáng nhất (vùng H II khổng lồ) bao gồm Tinh vân Bong bóng và Tinh vân Vành đai. Ông cũng tính toán độ lớn tuyệt đối của toàn bộ thiên hà này.
Việc Hubble phát hiện mười một ngôi sao biến quang Cepheid là một cột mốc quan trọng trong thiên văn học. Bằng cách sử dụng mối quan hệ Độ sáng-Thời gian Cepheid, Hubble đã xác định khoảng cách tới chúng là 214 kiloparsec hoặc 698.000 năm ánh sáng. Đây là hệ thống đầu tiên ngoài Đám mây Magellan được xác định khoảng cách. (Hubble tiếp tục quá trình này với thiên hà Andromeda và thiên hà tam giác). Khoảng cách tới thiên hà của anh vượt xa giá trị 300.000 năm ánh sáng của Harlow Shapley đối với kích thước của vũ trụ. Trong bài báo, Hubble đã kết luận "Cuộc tranh luận lớn" năm 1920 giữa Heber Curtis và Shapley về quy mô của vũ trụ và bản chất của "tinh vân xoắn ốc". Rõ ràng là tất cả các tinh vân xoắn ốc trên thực tế là các thiên hà xoắn ốc nằm ngoài Dải Ngân hà của chúng ta.
Nghiên cứu về các tấm Hubble của Susan Kayser vào năm 1966 vẫn là nghiên cứu đầy đủ nhất về thiên hà này cho đến năm 2002.

## Gallery

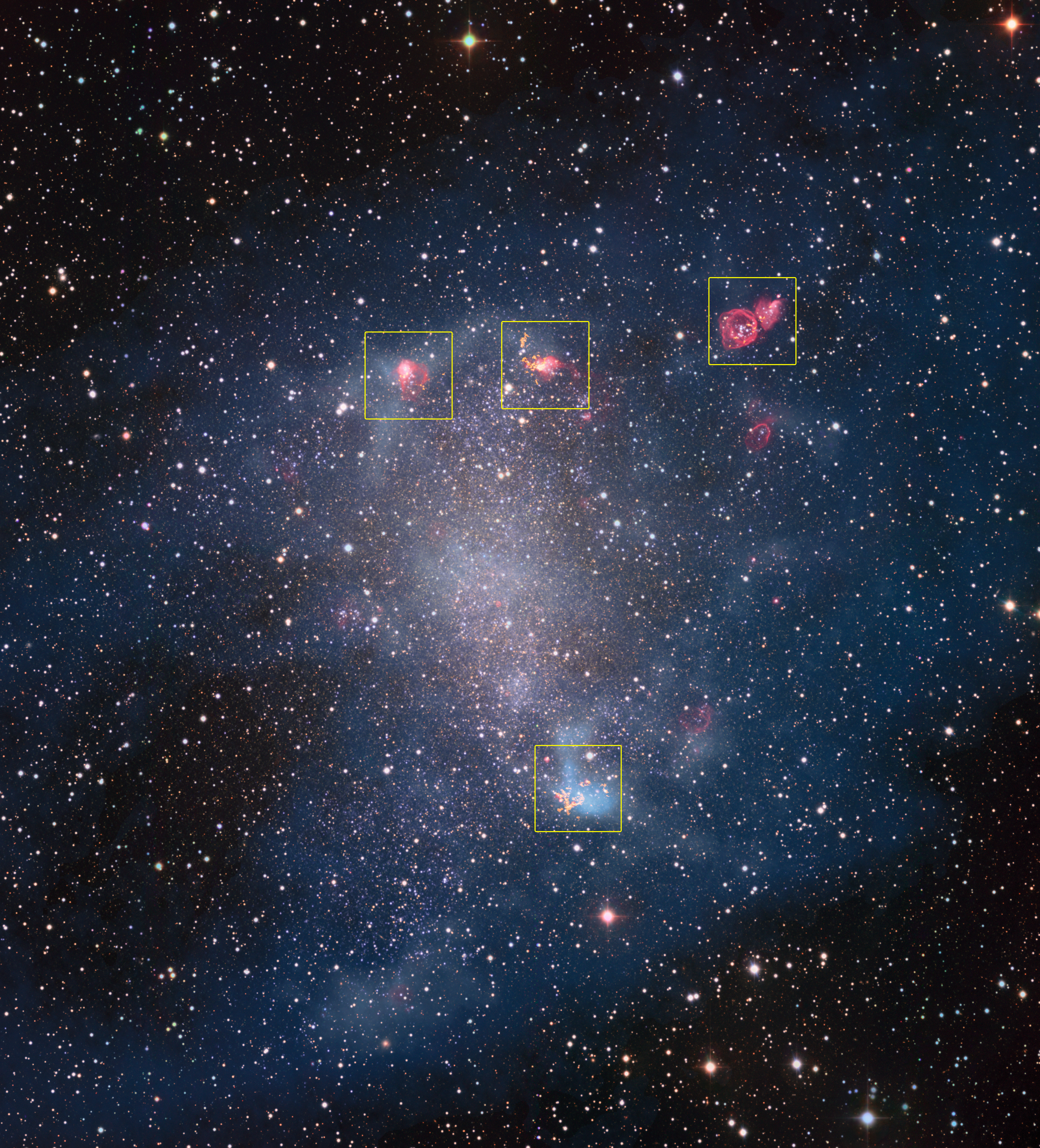
Hình ảnh tổng hợp từ dữ liệu của MPG/ESO telescope và Atacama Large Millimeter Array.
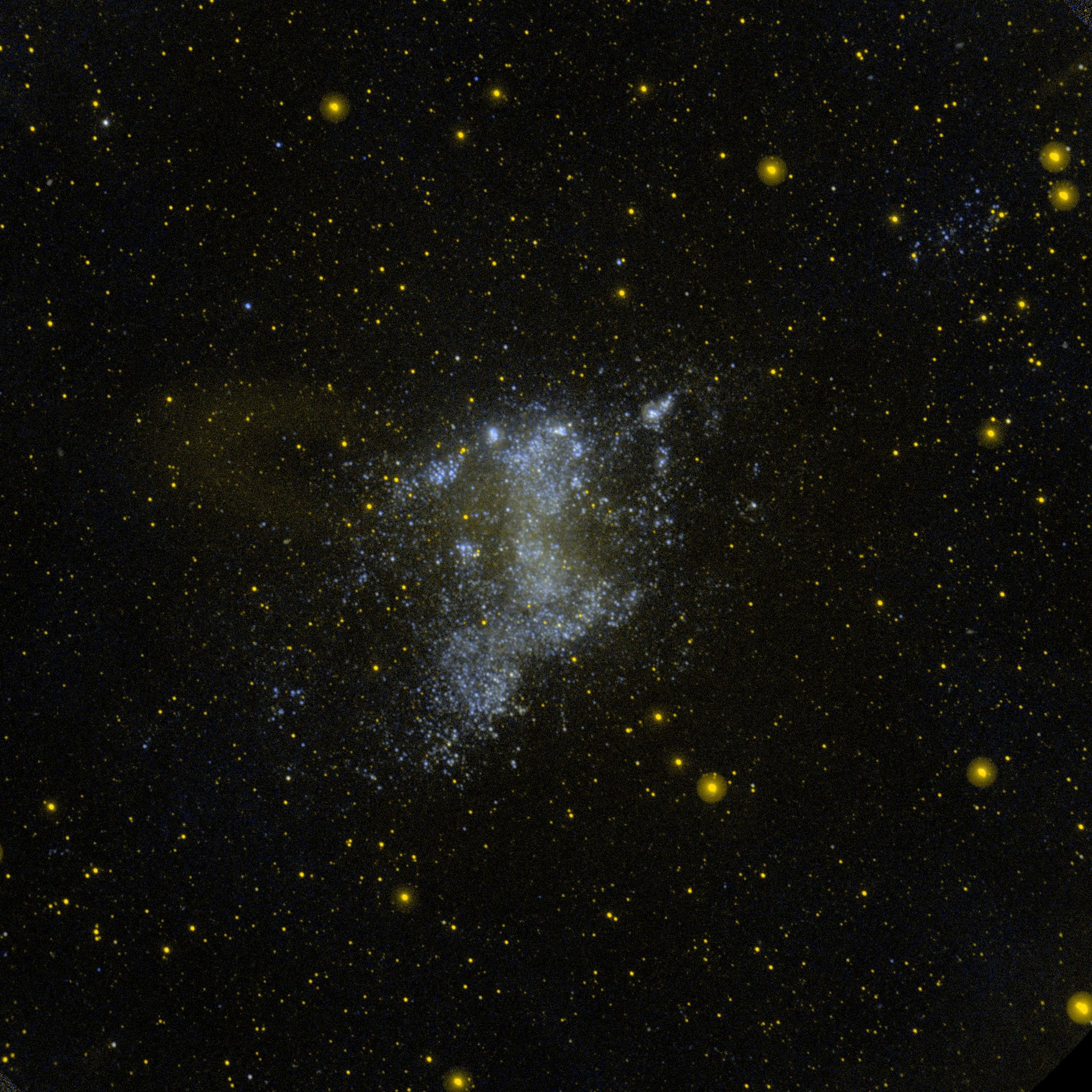
NGC 6822 trong tia cực tím bằng GALEX.
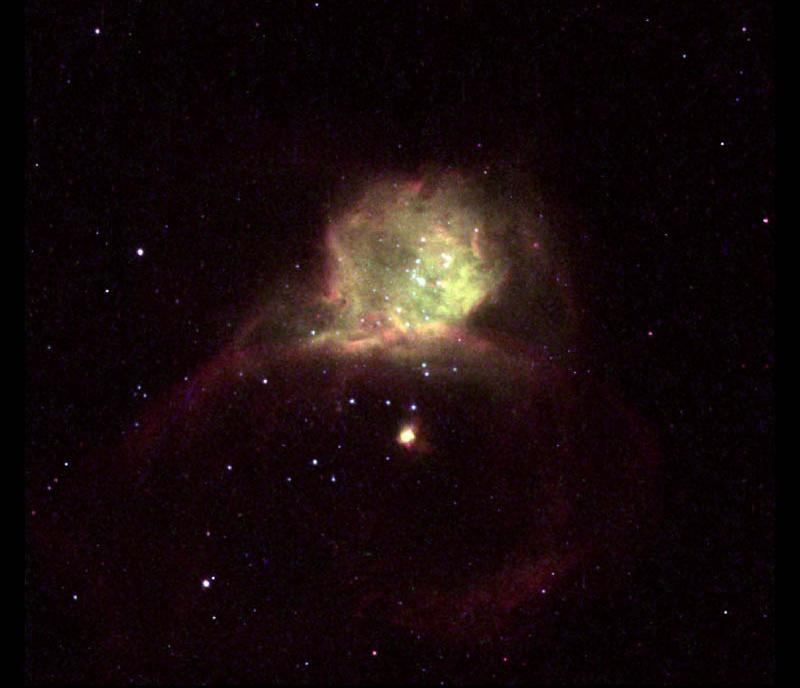
"Vùng hình thành sao" trong NGC 6822.
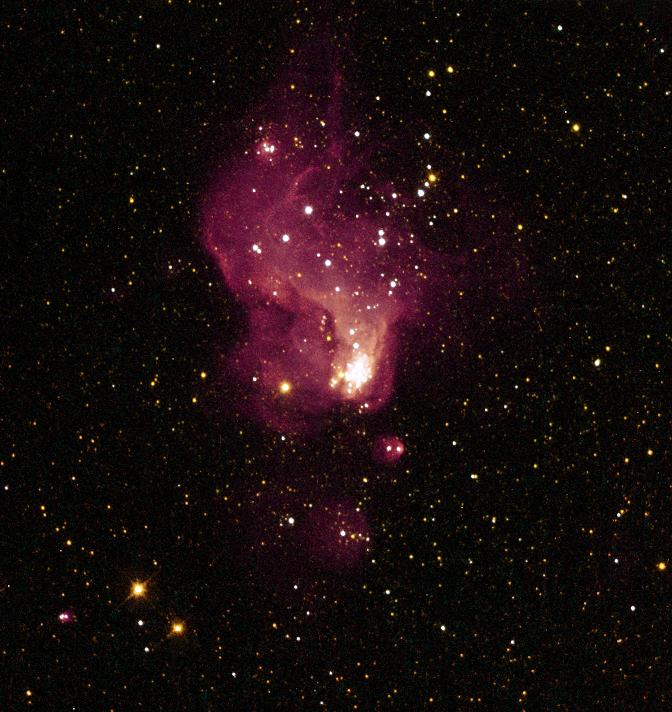
"Nhà máy Ngôi sao khổng lồ" trong NGC 6822.
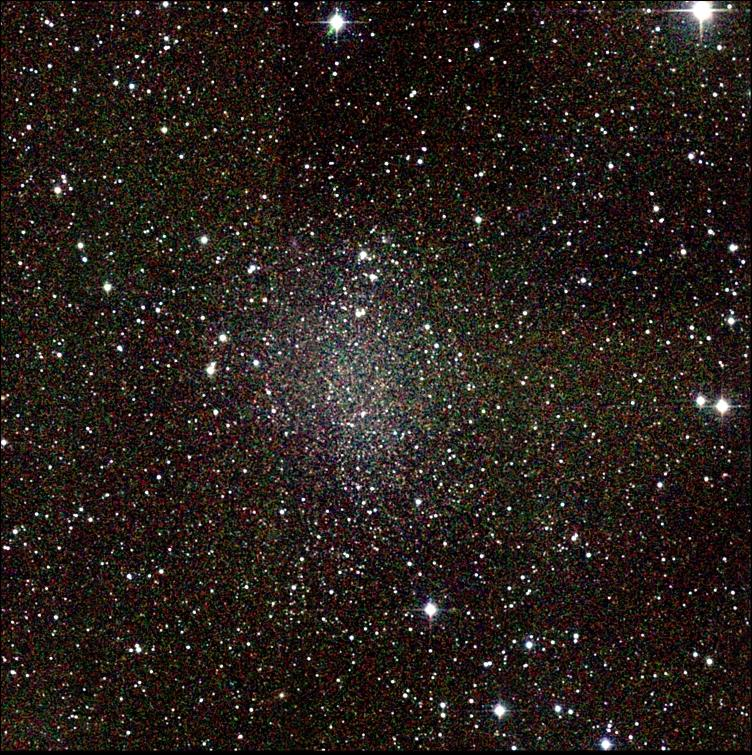
NGC 6822 chụp bởiKính viễn vọng không gian Hubble

## Sources
- Cannon, John M.; Walter, Fabian; Armus, Lee; Bendo, George J.; Calzetti, Daniela; Draine, Bruce T.; Engelbracht, Charles W.; Helou, George;  và đồng nghiệp (tháng 12 năm 2006), “The Nature of Infrared Emission in the Local Group Dwarf Galaxy NGC 6822 as Revealed by Spitzer”, The Astrophysical Journal, 652 (2), tr. 1170–1187, arXiv:astro-ph/0608249, Bibcode:2006ApJ...652.1170C, doi:10.1086/508341
- Hubble, Edwin P. (tháng 12 năm 1925), “NGC 6822, a remote stellar system”, Astrophysical Journal, 62, tr. 409–433, Bibcode:1925ApJ....62..409H, doi:10.1086/142943
- Karachentsev, I. D.; Karachentseva, V. E.; Hutchmeier, W. K.; Makarov, D. I. (tháng 4 năm 2004), “A Catalog of Neighboring Galaxies”, Astronomical Journal, 127 (4), tr. 2031–2068, Bibcode:2004AJ....127.2031K, doi:10.1086/382905
- Karachentsev, I. D.; Kashibadze, O. G. (tháng 1 năm 2006), “Masses of the local group and of the M81 group estimated from distortions in the local velocity field”, Astrophysics, 49 (1), tr. 3–18, Bibcode:2006Ap.....49....3K, doi:10.1007/s10511-006-0002-6
- Robert Burnham Jr., Burnham's Celestial Handbook: An observer's guide to the universe beyond the solar system, vol 3, p. 1559